# Le Zbor
Le Zbor je prvi mešoviti ženski, lezbijskofeministički pevački zbor u Hrvatskoj i balkanskom okruženju. Broji petnaestak članica/pjevačica, te nastupa akapela i uz pratnju benda. Repertoar Le Zbora sastoji se isključivo od obrada domaćih i stranih pop-rok bendova (Kraftverka, Depeš moda, Leta 3, Lolobriđide), te revolucionarnih i narodnih pesama u novim aranžmanima.

## Istorija
Le Zbor je osnovan u Zagrebu u novembru 2005. godine. Od početka svojega delovanja, zbor nastoji biti promoter LGBT+ aktivizma među mlađom urbanom populacijom u Hrvatskoj i na Balkanu.
Pod vođstvom prve dirigentkinje Lidije Dokuzović (2005—2012) održano je više od stotinu nastupa unutar Hrvatske i inostranstva. Posebno zapaženi bili su međunarodni nastupi u Londonu 2009, Kelnu 2010. i Beču 2011. Le Zborom od 2012. upravlja Glorija Lindeman.
Osim samostalnih koncerata Le Zbor je učestvovao u raznim umjtničkim projektima (filmovima, pozorišnim predstavama, likovnim izložbama, modnim revijama, a pojavio se i u stripu) te je sarađivao s poznatim hrvatskim umetnicama i kolektivima (Sanjom Iveković, Ivanom Popović, Dubravkom Crnojević Carić)..
O Le Zboru je 2009. snimljen i kratak dokumentarni film Bože čuvaj Le Zbor koji je prikazan na nekoliko festivala u Hrvatskoj, Sloveniji, Srbiji, Bosni i Hercegovini i Makedoniji.
Le Zbor je u maju 2012. izdao album Hrvatske budnice kojim je simbolički zaokružio šestogodišnji rad.

## Saradnje
Le Zbor od osnivanja sudeluje u LGBT događanjima i srodnim akcijama. Učestvovao je u povorkama ponosa (ljubljanskoj, zagrebačkoj, splitskoj), a nastupao je povodom Dana borbe protiv homofobije, Dana žena, Dana ljudskih prava, Dana antifašističke borbe, u akcijama Ne damo Varšavsku i Pravu na besplatno obrazovanje, na solidarnim i humanitarnim koncertima.
Le Zbor se takmičio na nekoliko umetničkih festivala (Kvir Zagrebu, Gerl pauer festivalu, festivalu pop književnosti Kliker!, FAKI-ju, Umetnosti radi akcije!, Grils are Wierdu, PitchWiseu, Rdečim zorama, Festivalu samoorganizovanih horova, Urban festivalu), smotrama i susretima (pevačkih zborova, amaterskih zborova, muzičkih amatera), čitanja i predstavljanja poezije (Sanje Sagaste, Aide Bagić, Pesničenja, Goranova proljeća), a pojavljuje se u predstavama (Vagininim monolozima, Putujućem pozorištu Šopaloviću, Gozbi) i filmovima (Gabrijelu Vlatke Vorkapić i Razarajućem Afionu Marka Dimića).
Saradnja s umetnicom Sanjom Iveković ostvarena je u njenom radu Poppy Fields predstavljenom na 12. Dokumentima u Kaselu.
Le Zbor je poslužio kao inspiracija Heleni Janečić koja je ovekovječila zbor u stripu. Ostvario je saradnju i s brojnim bendovima i zborovima (Bura bendom, Afionom, Lolobriđidom, U pol 9 kod Sabe, Kimikom, Letom 3, Klapom, Čipkicama), a s Vergl grajndom snimljen je i prvi album Hrvatske budnice.
U poslednje četiri godine Le Zbor nastupa na velikim mejnstrim spektaklima i modnim revijama kao što su Cro-à-Porter 2009, Draft Fashion Week 2010, T-Mobile INmusic festival 2009, nastup na Pozitivnom koncertu i saradnja s Letom 3 2011. i 2012, nastup kao predgrupa Kirilu Đajkovskom 2010, Night in Europe (povodom Dana Europe) s Elementalom, Gustafima i Ruizom 2010.
Međunarodni nastupi poput onih na Various Voices 2009. u Londonu, Gay Games Cologne 2010. u Kelnu, Duginom balu u Beču 2011. daju Le Zboru dimenziju propagatora prava LGBT osoba i izvan Hrvatske.
Kavita Ramdas iz organizacije Global Fund For Women predstavila je Le Zbor na TED-ovoj konferenciji u govoru naslovljenu Radical Women Embracing Tradition inspirisanu susretima s jakim ženama koje se bore za bolji svet a istovremeno prigrljuju tradiciju.
Dana 17. maja 2013. članice Le Zbora su otpevale nekoliko pesama iz svog repertoara na Trga bana Jelačića i Cvetnom trgu u Zagrebu, kako bi time obeležile Međunarodni dan borbe protiv homofobije i izrazile svoje negodovanje zbog prikupljanja potpisa za referendum o braku od strane građanske inicijative U ime obitelji. Članice su takođe na Zrinjevcu dale podršku radnicama Domaće tvornice rublja (DTR) u borbi za radnička prava..

## Diskografija
Hrvatske budnice su prvi album Le Zbora objavljen pod etiketom Derti old lejbel. Na albumu se nalazi dvanaest pesama.
- Hrvatske budnice (2012)[7]

1. Moja mala nema mane (trad.)
2. Dodolska (trad.)
3. Po šumama i gorama (trad.)
4. Katjusha (trad.)
5. Ay Carmela (trad./riječi: D. Rundek/obr.L.Dokuzović)
6. Jovano, Jovanke (trad.)
7. Crveni makovi (trad./riječi: M.P. Miškina/obr. L. Dokuzović)
8. Riječke pičke (glazba i tekst: D. Martinović, Z. Prodanović/ obr. L. Dokuzović)
9. Das Model (Glazba i tekst: Karl Bartos, Emil Schult & Ralf Schult / obr. L. Dokuzović)
10. Moj dečko je gay (glazba i tekst: I. Prester, Z. Pleško, L. Šuljić/ obr: L. Dokuzović)
11. Personal Jesus (glazba i tekst: M.Gore/ obr. L. Dokuzović)
12. Internacionala (glazba: P. Degeyter, tekst: E. Pottier)

Tradicijske pesme obrađene su u lezbijskofeminističkom ključu, revolucionarne borbene pesme u kontekstu današnjeg kapitalističkog društva dok je popularnim pesmama dana nova dimenzija. Omot albuma ilustrirala je Helena Janečić i dizajnirala Kuna Zlatica.

## Filmografija
- Bože čuvaj Le Zbor (2009) autorki Dalije Pintarić i Lore Šuljić

Bože čuvaj Le Zbor je kratak dokumentarni film autorke Dalije Pintarić i Lore Šuljić o Le Zborovoj glazbi, angažmanu i porukama koje šalju. Autorke su pratile zbor na prvom učestvovanju jednog LGBT zbora iz ovog dela Europe na festivalu lezbijskih i gej zborova Various Voices u Londonu. Premijera filma održana je 15. maja 2009. u Zagrebu povodom obeležavanja Međunarodnog dana borbe protiv homofobije, a otada je prikazan dvadesetak puta na festivalma širom regije.
Le Zbor se pojavljuje se i u dvama dokumentarnim filmovima:
- (2011) autorke Vlatke Vorkapić
- Razarajući Afion (2011) autora Marka Dimića